# Iddefjorden
Iddefjorden er en fjord der danner grænse mellem Norge og Sverige. Den strækker sig fra herregården Berby i syd til Halden i nord, hvor den går over i Ringdalsfjorden. 
Ringdalsfjorden og Iddefjorden udgør egentlig bare en enkelt fjord, som er en sidefjord til Oslofjorden. Fjorden hedder Ringdalsfjorden ind til Halden, hvor den skifter navn til Iddefjorden. Årsagen til, at navnet på fjorden er todelt, er sandsynligvis, at det er haldenserne, som har givet fjorden navn, og set fra Halden kan man tale om to fjorde, en vestover mod havet (Ringdalsfjorden), og en ind i landet (Iddefjorden). Dette er genspejlet i for eksempel det svenske sprog, hvor fjorden hedder Idefjorden i hele sin længde.
Elvene Tista og lakseelven Enningdalselven har udløb i Iddefjorden. Ud over en del mindre holme og skær, er der to større øer i fjorden, Sauøya med Norske Skovs udskibningshavn, og Brattøya, som er naturreservat. Længere op i fjorden ligger Skriverøya, en halvø med kulturminder fra jernalderen og Den Store Nordiske Krig.
Iddefjorden er gennem mange år blevet stærkt forurenet af udslip fra Savbrugsforeningen (Norske Skog) i Halden. Fjorden var i 1970'erne biologisk død. Effektive rensetiltag blev først sat i gang i 1980'erne, og livet er siden vendt tilbage.
59°04′25″N 11°23′20″Ø / 59.0736°N 11.3889°Ø